# Bornemisza Péter
Bornemisza Péter (Abstemius) (Pest, 1535. február 22. – Rárbok, 1584 tavasza) evangélikus lelkész és szuperintendens, író; Balassi Bálint nevelője.

## Élete

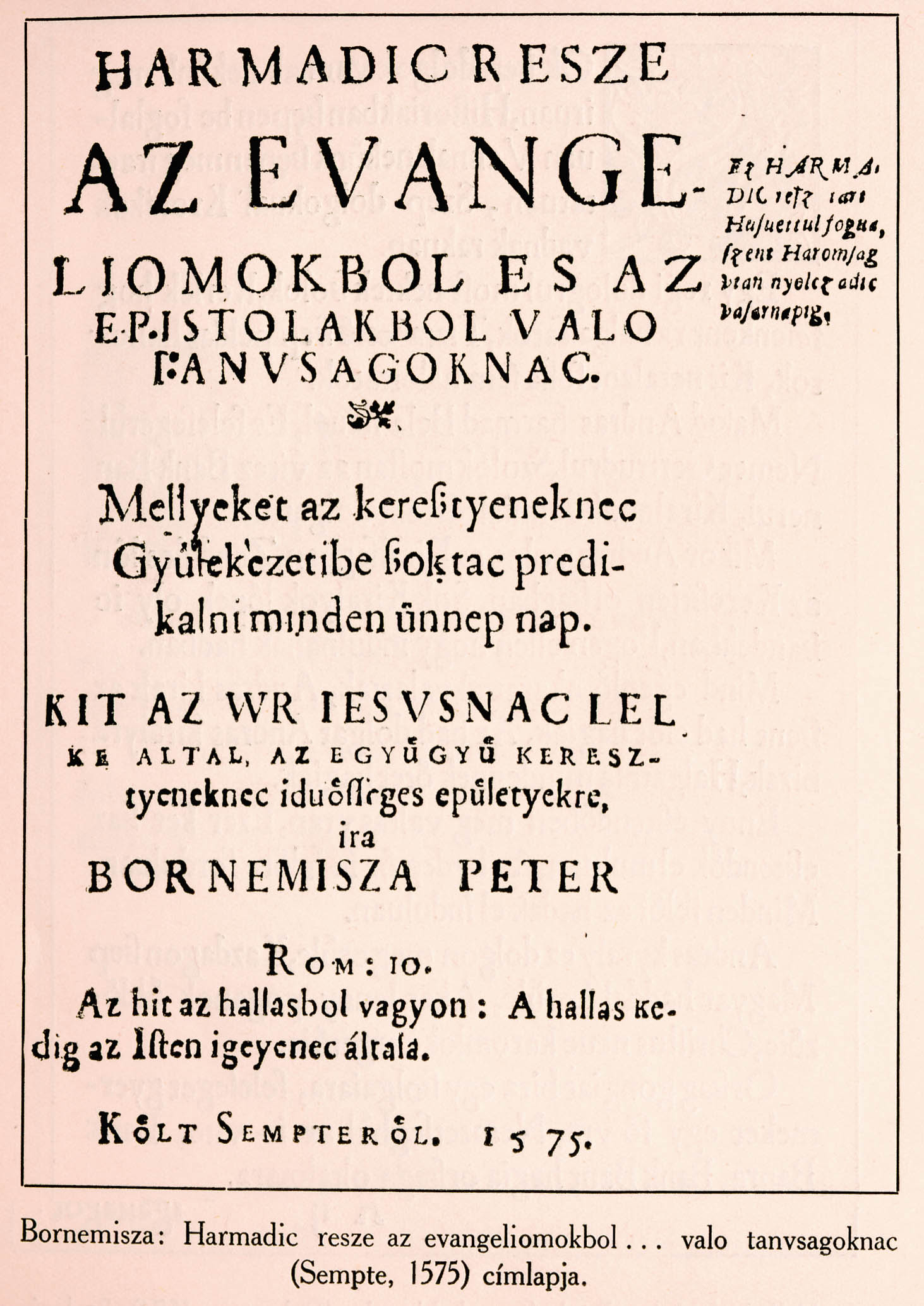
Bornemisza Péter öt kötetes Prédikációinak – Harmadik kötet címlapja. 1575. április 2.

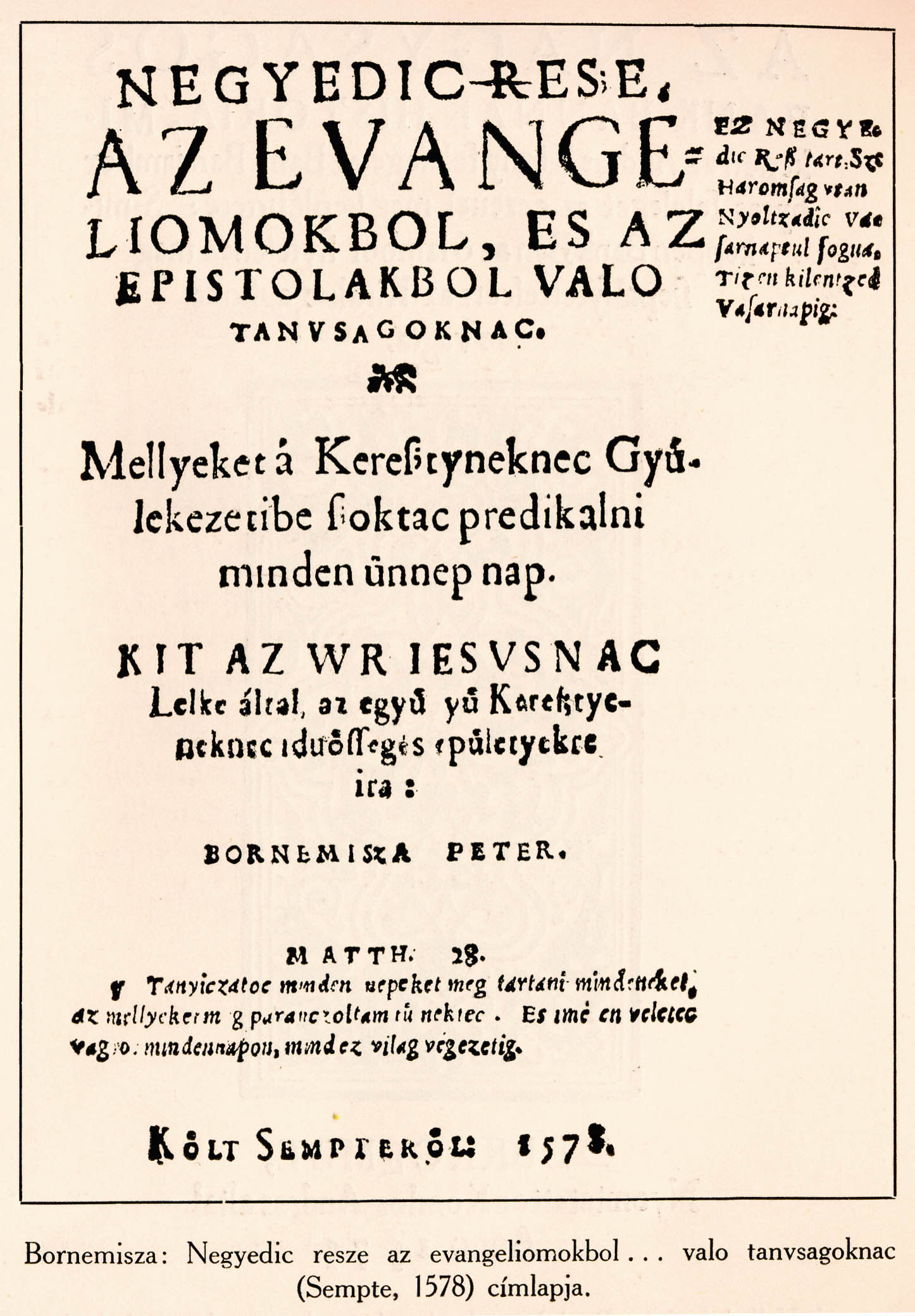
Bornemisza Péter öt kötetes Prédikációinak – sok vitát kiváltó negyedik kötetének címlapja. 1577. augusztus 4.

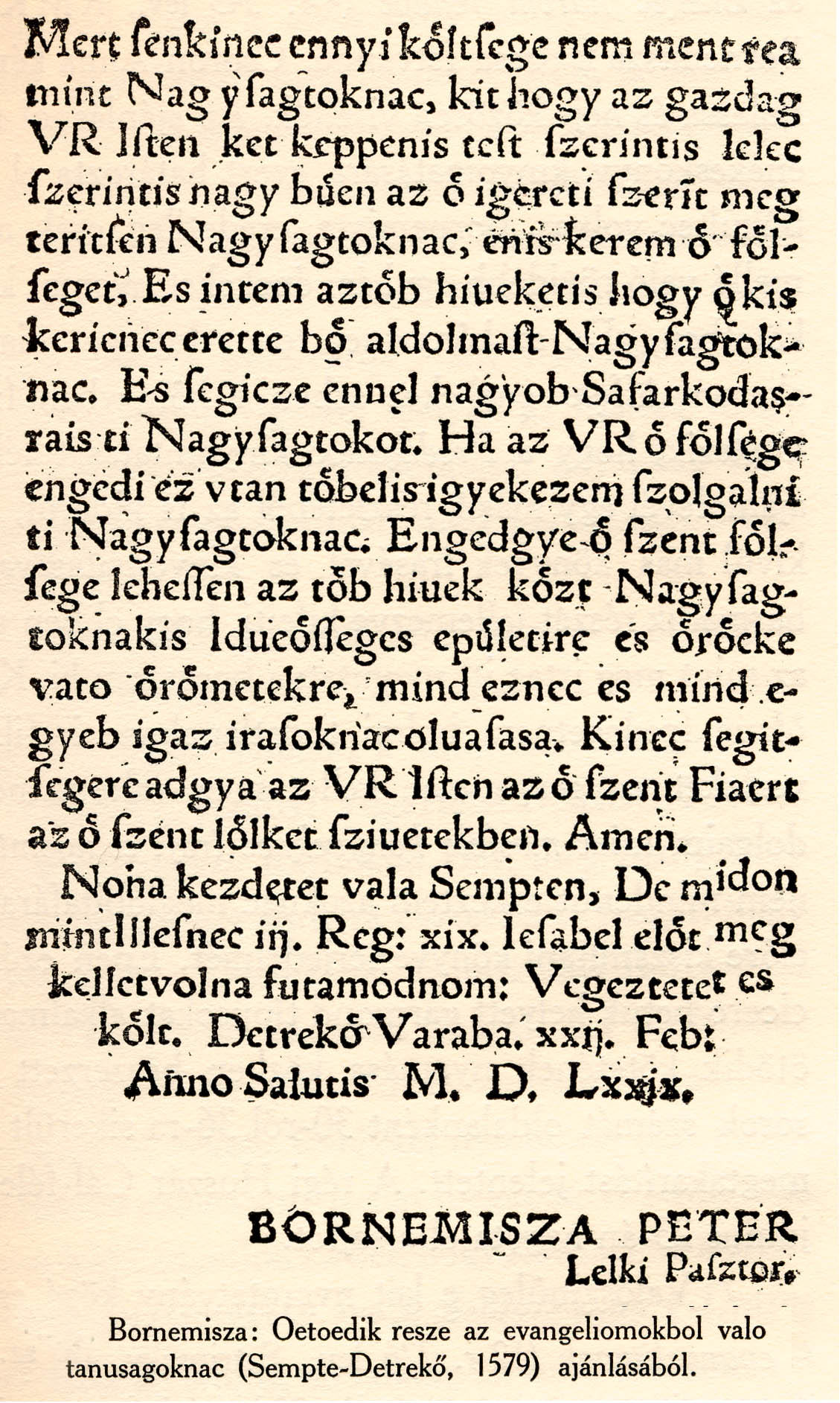
Bornemisza Péter öt kötetes Prédikációinak – Ötödik, záró kötet címlapja. 1579.

Szüleit 1541-ben, egy török támadás alkalmával vesztette el. Felső-Tisza vidéki nemesi udvarokban nevelkedett. 1548–53-ban Kassán tanult, ahol harcos reformátori magatartásáért börtönbüntetést szenvedett, ahonnan 1553 karácsonya után megszökött. Körülbelül 1557-től 1563-ig külföldi tanulmányúton volt, járt Németországban (Wittenbergben Philipp Melanchthon tanítványa volt), Itáliában (Padova, Velence); 1558-ban a bécsi egyetem hallgatója volt és ezzel egy időben Nádasdy Tamás vette pártfogásába. Itt készítette el Szophoklész Élektrájának iskoladrámává történt átdolgozását (Tragoedia magyar nyelven az Sophocles Élektrájábol) és Bécsben 1558-ban ki is nyomattatott Perneszich Györgynek, Nádasdy Tamás főszolgájának ajánlva. Minthogy szállásán prédikálni kezdett, kénytelen volt 1559. augusztus 28-án elhagyni Bécset. 1560-ban már Vágszereden lett lelkész és innen járt be prédikálni Balassa János nagyszombati házába is. Utóbb Balassa megteszi udvari papnak 1563–64 táján Zólyomban, fiának, Balassi Bálintnak nevelője lett. 1564-től sokat harcolt Telegdi Miklós főpappal, ellene írta 1577–78 fordulóján Fejtegetés… című, elveszett könyvét (melynek tartalma azonban Telegdi Felelet című válaszából rekonstruálható). Majd újra üldözni kezdték, s Bornemisza egy ideig Semptén húzta meg magát.
1564-ben Bécsbe hívatták az uralkodó elé, akinél bevádolták eretnekség címén. Bécsből egy idő múlva szabadulván, járt Huszton, és Ungváron, majd visszatért pártfogójához Zólyomba. 1569-ben ura kíséretében megjelent a pozsonyi országgyűlésen. Balassit itt október 12-én letartóztatták. Egyes kutatások szerint Bornemisza ez időben a Balassa család otthon maradottainak nyújtott vigaszt. Nagy valószínűséggel Bornemisza buzdítására fordította le ekkoriban magyarra a fiatal Balassi Bálint Bock Mihály: Würtz-Gärtlein c. művét, amelyet azután 1572-ben Krakkóban Betegh lelkeknek való fwues kerteczke címen meg is jelentetett.
Legközelebb 1572-ben tűnt fel a krónikások számára, az öngyilkos Eck grófné temetésén, ahol sok nép előtt prédikált, nagy feltűnést keltve. Ekkor ismerkedett meg gróf Salm-Eck Gyulával, akinek Nyitra megyei birtokain, előbb Galgócon, majd Semptén telepedett le, lelkészként. Úgy tartják semptei letelepedését az is motiválhatta, hogy csupán a Vág-folyó választotta el családi birtokától Szereden. Mint ahogy egyik ajánló leveléből kitetszik nem csak a sempteiek, hanem a szerediek lelki gondozását is magára vállalta. Ekkor elérkezettnek látta az időt, hogy régi tervét megvalósítsa: közreadja Postilláját (prédikációskönyvét), amelynek kinyomtatásához már 1569. szeptember 20-án kelt beadványában kérte a nagyszombati városi tanács anyagi támogatását.

## A Bornemisza-sajtó működése
Bornemisza Péter, valószínűleg, gróf alsólindvai Bánfi László és felesége, valamint Dobó István özvegye, és poltári Soós János zólyomi alispán hozzájárulásával vásárolta meg a krakkói Wierzbieth Mátyástól, a nyomdai felszerelések jó részét, amellyel megalapította saját nyomdáját Semptén. Egyes kiadványokhoz a Galgócon működő Huszár Gál sajtójában használt fametszetek egy részét is megvette. Megemlítendő, hogy nyomdájának művezetője az a bizonyos Mantskovits (Farinola) Bálint lengyel származású nyomdász volt, aki mint a vizsolyi biblia nyomtatója írta be irodalmunk történetébe a nevét.
A várva várt Postilla kiadására is sor került. Az első kötet kolofonja szerint: „Mind szent hauanac (október) első napian” készült el a hatalmas mű, s a második kötet a következő év, azaz 1574. év „Szent Iacab haunac (július) XXV. napian” A harmadik kötet 1575. április másodikán került nyomdába és május 26-án készült el, a korábbiaknál vaskosabb kötetben. Ennek költségeit Balassa András nógrádi főispán, és felesége Mérai Anna viselte. 1577. augusztus 4-én hagyta el a semptei sajtót a negyedik kötet, amely a „Negy könyvetske a keresztyeni hitnec tudomanyarol” címet viselte. E könyvet Enyingi Török Istvánnak ajánlotta, aki Bornemisza régi patrónusa, Guthi Országh Borbála első házasságából származott. A vaskos kötet 647. oldalától kezdődik a később oly nagy vihart kavart rész, amely „Az ördögi kísírtetekről” szóló prédikációkat tartalmazza, és amelyek olyan nagy felháborodást keltettek, hogy később a könyvet emiatt a rész miatt újra kellett szedni. Az ördögi részekre vonatkozó passzust pedig külön kötetben hozta forgalomba.
A negyedik könyvének viharai jószerével még el sem kezdődtek, amikor nekilátott az ötödik és egyben az utolsó kötetnek a kinyomtatásához. A gyors munkát az tette lehetővé, hogy Ungnad Kristóf és neje Losonczi Anna, akiknek Bornemisza az ötödik részt ajánlotta, éppen a munka megkezdése előtt jártak Semptén és a költségek java részéről gondoskodtak. 1578. augusztus 4-én Semptén kezdett hozzá az ötödik kötet elkészítéséhez, de befejezni itt már nem tudta. Az ördögi kísírtetek botránya azonban kezdett begyűrűzni. 1578 őszén például, amikor Bornemisza Bécsben járt, már tudva levő volt, hogy keresik a hatóságok művéért. Elárultatván, szállásán egy este rátörtek vacsora közben és börtönbe hurcolták, ahonnan csak három hét múltán tudott megszökni, segítséggel, egy kosárban az ablakon át leereszkedvén.
Salm gróf nem akart a bécsi udvarral összetűzésbe kerülni Bornemisza miatt, ezért megbízta osztopáni Perneszy Andrást, hogy űzze ki a Semptére menekült lelkipásztort. Perneszi még a nyomdáját is el kívánta kobozni, főbenjáró bűnének ellentételezéséül, de végül a gróf elállt ettől. Viszont hozzájárult ahhoz, hogy egy bizottság vizsgálja felül Az ördögi kísírtetek-et. Trencsénből, Galgócról, Szencről és más helyekről prédikátorokat hívtak Salm várába, akik három napon át vitatkoztak a kötet tartalmáról, majd arra a megállapításra jutottak, hogy Bornemiszának földesura tudta nélkül nem lett volna szabad e művet kinyomatni. Büntetésül pedig olyan határozatot hoztak, hogy az 1579. év elején, a fagyos, esős vízkereszt táján családostul kiűzetett abból a városból, ahol hat esztendeig híven szolgált. 1578. december 20. és 1579. február 3. között a semptei parókiájáról elűzték. Közben 1576–77-ben a pestisjárványban felesége és négy gyermeke meghalt.
A hontalanná vált prédikátor ekkor Balassi Istvánhoz, Balassi Menyhért fiához menekült, aki magával vitte Bécsbe, hogy a kiutasítás visszavonását kieszközölje. Ez a kísérlet sikertelen maradt. Ekkor Bornemisza Detrekő várába telepedett le, ahová nyomdáját is sikerült maradéktalanul átszállítania. Ezután ott működött, sőt, az ötödik kötet függelékét (Halaadas Istennec velem toet czudairol) itt új betűkkel készítette el, 1579. február 22. táján.
Az 1578-as év megpróbáltatásai igen megviselték anyagi szempontból is. Így a nyomdáját bérmunkákra használta sokáig, önálló művet elvétve készített. 1582. június 23. után Detrekőből átköltözött a szomszédos Rárbokra, ahol önálló házat is tudott venni magának, és ott élt haláláig.
Halálának időpontja körül viták bontakoztak ki. Szakírói egymástól eltérő időpontokat azonosítottak. Özvegye, Gyótai Erzsébet egy 1589. január 19-én kelt levelében férje hagyatékai felől rendelkezik. Tehát akkor már nem élt. Dézsi nevű szakírója az 1584. március 24. és június 25. közötti időpontra taksálja a prédikátor elhunytát.

## A Bornemisza-sajtó és a vizsolyi Biblia
Bornemisza nyomdája halála után egykori művezetője, Manstkovit Bálint kezelésében maradt, és egy-két éven keresztül a kiadványok Rárbokon készültek. 1587 őszén már bizonyos, hogy a nyomda Galgócon működött tovább Manstkovit keze alatt. A gönci esperesnek, Károlyi Gáspárnak kapóra jött a munkát kereső nyomdász, hogy vele megvalósítsa régi tervét, az egész magyar szentírás kinyomtatását, és gyűjtést kezdeményezett a Bornemisza-nyomda megvásárlására. Ebben főbb mecénásai voltak péterfi ecsedi Báthori István országbíró, meg a neje, homonnai Drugeth Fruzsina, és sógora Drugeth István, Zemplén vármegye főispánja, Mágocsi Gáspár, aki már Méliusz Juhász Péternek is bőkezű pártfogója volt, valamint Rákóczi Zsigmond egri várkapitány. A megvásárolt nyomdát azonban nem Göncön, Károlyi Gáspár működési helyén állították fel, hanem a sokkal nyugalmasabbnak ítélt szomszédos Vizsolyban, a boldogkői és regéci vártól védve, kissé félreeső helyen, ami biztosítékot nyújtott a háborítatlan működésre. Károlyi Gáspár 1586-ban fogott hozzá a Biblia lefordításához, de kinyomtatásához Manstkovits vezetésével 1589 februárjában kezdtek csak hozzá Vizsolyban, minthogy Bornemisza betűkészleteit nem tartották megfelelőnek, és ezért újat hozattak Németországból. A munkálatokat 1590. július 20-án fejezték be, és mintegy 7–800 példányt nyomtattak Bornemisza egykori sajtóján.
A kötési munkálatokat a nürnbergi születésű, Kassán 1586-ban letelepedett könyvkötő mester Endtner Mihály végezte, Mantskovits egy 1594-ben kelt nyugtája szerint. Endtner egyébként mesterségét a nürnbergi Mayer Lénárd mesternél tanulta.

## Bornemisza Péter irodalmi jelentősége
Bornemisza Péter a magyar protestantizmus egyik legnagyobb alakja volt, a feudális urak bátor ostorozója, szigorú társadalomkritikus, énekszerző. Nagy hatású prédikációs gyűjteményeivel a régi magyar próza elindítója, és egyik első jeles képviselője.
Szophoklész Elektrájának prózai átdolgozásával, a Magyar Elektra megalkotásával még Shakespeare fellépése előtt teremtett egy olyan magyar tragédiát, amely mind nyelvében, mind pedig dramaturgiai felfogásában előzmény nélküli, önálló európai rangú, színvonalas mű – írja Nemeskürty István a róla szóló monográfiában. A Bornemisza felfogásában előadott ókori történet kapcsán nehéz párhuzamot nem találni az akkoriban német-római császárrá is választott, bécsi székhelyű magyar és cseh királlyal, I. Ferdinánddal. Bornemisza előadásának hátterét, nem a szophoklészi antik környezet, mint inkább az akkori magyar főúri környezet adja. Ám az önálló magyar nyelvű színjátszás hiánya miatt, a mű elvesztette prioritásait, gondolatisága jobbára ismeretlen maradt, értékei feledésbe merültek. A mű sokáig elveszettnek hitt alkotásként volt ismert, mígnem hosszú idő után, 1923-ban, egy németországi könyvtárban bukkantak rá egy eredeti példányára. Móricz Zsigmond átiratában került gyorsan a magyar színpadokra, de talán nyelvezetének régies, bibliai ismeretekre alapuló mivolta sokáig akadályozta sikerét a modern hazai színjátszásban.
Másik jelentős prózai műve, az öt kötetben kiadott prédikációit tartalmazza. Míg az első kötetekben inkább bibliai magyarázatokat vetett papírra, addig a későbbi kötetek már inkább személyes hangú, saját élményvilágból építkező elbeszélő-jellegű prózai példabeszédek. A legnagyobb ellenkezést kiváltó negyedik kötet „Az ördögi kisírtísek” című fejezete pedig a magyar főurak, és a bécsi udvar egyes beazonosítható személyeinek bűnös harácsolását, kegyetlenkedését, fösvénységét pellengérezi ki. A botrányt leginkább az okozta, hogy a felsorolt példák, megtörtént és közismert esetek alapján íródtak, és olyan ördögi mesterkedésről adtak számot, amelyek paráznaságba, bujálkodásba sodortak egyeseket. Példák sorával illusztrálta a korabeli szexuális kísértéseket, amely prózai leírásból pontos képet alkothatunk a 16. századi magyar ember, és nemes főurak hétköznapi életéről, viselkedésmódjáról, nemi és vallási erkölcseiről. Az írót meghurcolták írásáért, fő támogatója is a bécsi udvar nyomásának engedve ellene fordult. Sőt (igaz, hogy protestáns) egyházi személyiségekből álló bizottságot hívtak életre, amely elítélte a mű szókimondását. Megtorlásul, még saját nyomdájának elkobzása is szóba került. Pedig a kérdéses leírásokat, esettanulmányokat éppen a rossz megismeréséből fakadó jó szándék vezette, hogy okulásul, épülésül szolgáljanak.
Bornemisza Péter Heltai Gáspárral együtt a 16. században, a magyar széppróza előfutára, és egyben megteremtője, két fontos pilléreként a magyar irodalom kezdeteinek. Heltai Gáspár inkább a tárgyszerű, leíró, regényes formát képviseli munkásságával, míg Bornemisza a személyes hangvételű, szubjektív próza világát, amivel mintegy megalapozza a 17. századi magyar memoár-irodalom további fejlődését.

## Művei
- Nagyon szép ének (1557)
- Tragoedia magiar nelvenn az Sophocles Electrajabol. Nagiob rezre forditatot és az kerezteneknek erkoeczöknek jobitasokra peldaul szepen jateknak mogia szerint rendeltetet; Pesti Bornemizza Peter deak altal; Raphael Hoffhalter, Viennae Austriae, 1558
- Elsö resze az evangeliomokbol es az epistolakbol valo tanvsagoknac, mellyeket a keresztyenyeknec gyülekezetibe szoktanac predikalni minden ünnepnap. Kit az Vr Iesvsnac lelke altal az együgyü keresztyeneknec iduösseges tanusagokra ira Bornemisza Peter, Pestifi; typ. Huszár Gál, Sempte, 1573
- Masic resze az evangeliomokbol es az epistolakbol valo tanvsagoknac, mellyeket az keresztyeneknec gyülekezetibe szoktac predikalni minden ünnepnap, kit az Wr Iesvsnac lelke által az együgyü keresztyéneknec iduösseges epületyekre ira Bornemisza Peter; typ. Bornemisza, Sempte, 1574
- Harmadic resze az evangeliomokbol es az epistolakbol valo tanvsagoknac, mellyeket az keresztyeneknec gyülekezetibe szoktac predikalni minden ünnep nap. Kit az Wr Iesvsnac Lelke altal az együgyü keresztyeneknec iduösseges epületyekre ira Bornemisza Peter; typ. Bornemisza, Sempte, 1575
- Négy könyvecske a keresztyéni hitnek tudományáról (1577) – Negy koenyvetske Keresztyeni Hitnec Tudomanyarol. I. Az elsoe Koenyvetske, kitsin Gyermetskeknec. II. A korosb Koessegnec. III. Az Predikatoroknac roevid tanusagokra. IV. Vigasztalo Koenyvetske. Az Magyar Iras olvasasnac modgyaval, Es szep imadkozasockal / Roendeltetet Bornemisza Péter altal; typ. Bornemisza, Sempte, 1577
- Negyedic resze az evangeliomokbol es az epistolakbol valo tanusagoknac, mellyeket a keresztyeneknec gyülekezetibe szoktac predikalni minden ünnep nap. Kit az Wr Iesusnac Lelke által az együgyü keresztyeneknec idvösseges epületyekre ira Bornemisza Peter; typ. Bornemisza, Sempte, 1578
- Igen szep es szükseges predikacio az Istennec irgalmassagarol es az mi egy mashoz valo irgalmassaginkrol; typ. Bornemisza, Sempte. 1578
- Oetoedic es vtolso resze az evangeliomokbol es az epistolakbol valo tanusagoknac, mellyeket mindenic wrnapian szoktanac predikalni. Kit az Wr Iesvs lelke altal az együgyü kereztyeneknec idvösseges epületyekre ira Bornemisza Peter; typ. Bornemisza, Detrekő, 1579
- Ördögi kisirtetekröl, avagy röttenetes utalatossagarol ez meg ferteztetet világnac és azbol való ki tisztogatasarol az mi Urunc Jesus Christusnac; Sempte–Detrekő, 1579
- Énekek három rendben (1582) – Enekec harom rendbe: kvlömb külömb felec. / I. Elsöbe: Röuid diczeretec vadnac. Kiknec szamoc CXCVIII kic közzül soc, predikatioc melle valoc. / II. Masikba hosszabbac vadnac: az Szent Iras intesi es magyarazati szerint. Kic predikatioc gyarant oktatnac. Kiknec szamoc aproual elegy LX. / III. Harmadikba: Az Biblianac ki valogatot fö fö XVIII historiaibol valoc. Rendeltettec Bornemisza Peter altal; typ. Bornemisza, Detrekő, 1582
- Predikatioc, egesz esztendö altal minden vasarnapra rendeltetet euangeliombol. Iratot Bornemisza Peter altal; typ. Bornemisza, Detrekő–Rarbok, 1584
- Tragédia magyar nyelven. Az Sophocles Electrájából;pesti Bornemisza Péter deák által; sajtó alá rend. báró Diószeghy Erzsébet; Egyetemi Ny., Bp., 1933 (Magyar irodalmi ritkaságok)
- Ördögi kísértetek; jegyz. Eckhardt Sándor; Akadémiai, Bp., 1955
- Válogatott írások. 1553-1584; összeáll., jegyz. Nemeskürty István; Magvető, Bp., 1955 (Magyar könyvtár)
- Enekec harom rendbe: kuloemb kueloemb felec; hasonmás kiad.; sajtó alá rend. Varjas Béla, tan. Kovács Sándor Iván; Akadémiai, Bp., 1964 (Bibliotheca Hungarica antiqua)
- Ördögi kísírtetekről avagy Röttenetes utálatosságáról ez megfertéztetett világnak. Semptén, Pinkösd tájba, 1578; vál., szerk. utószó, jegyz. Nemeskürty István; Magyar Helikon, Bp., 1977
- Heltai Gáspár és Bornemisza Péter művei; vál., szöveggond., jegyz. Nemeskürty István; Bornemisza Péter Tragődia magyar nyelven az Sophocles Electrájából színművének latin utószó ford., jegyz. Ritoók Zsigmondné Szalay Ágnes; Szépirodalmi, Bp., 1980 (Magyar remekírók)
- Ördögi kísírtetekről; Pátria Ny., Bp., 1989
- Predikatioc, egesz esztendö altal minden vasarnapra rendeltetet euangeliombol; tan. Oláh Szabolcs; hasonmás kiad.; Balassi–OSZK, Bp., 2000 (Bibliotheca Hungarica antiqua)
- Bornemisza Péter összes költeménye, 1535-1586; Fapadoskonyv.hu, Bp., 2009
- Tragoedia magiar nelvenn az Sophocles Electrajabol; tan. Oláh Szabolcs; hasonmás kiad.; Balassi–MTA Irodalomtudományi Intézet, Bp., 2009 (Bibliotheca Hungarica antiqua)

## Emlékezete
- Nevét viseli A Hit Gyülekezete első alap- és középfokú oktatási intézménye a Németh Sándor által 1997-ben alapított Bornemisza Péter Gimnázium, Általános Iskola, Alapfokú Művészeti Iskola és Sportiskola.
- Grunwalsky Ferenc dokumentumfilmet készített Bornemisza Péter életéről, munkásságáról az IKONOSZTÁZ – magyarországi hittörténet sorozatban.[3]